# Centros poblados de Perú
En el ordenamiento jurídico del Perú, los centros poblados son subdivisiones especiales de las provincias. Son también las menores circunscripciones político-administrativos del país.
El gobierno de cada centro poblado está a cargo de una municipalidad delegada o municipalidad de centro poblado encabezada por un alcalde elegido por sufragio universal cada 4 años.

## Contexto
Esta forma de circunscripción fue creada mediante la ley 23853, publicada el 9 de junio de 1984 y modificada por la ley 23854 (publicada el mismo día) que establece el cambio en la denominación de Municipalidad Delegada a Municipalidad de Centro Poblado Menor. Esta última denominación solo duró hasta la publicación de la Constitución Política de 1993, el 29 de diciembre, que en su artículo 191 establecía:

«Las municipalidades provinciales y distritales, y las delegadas conforme a ley, son los órganos de gobierno local»
Constitución de 1993, Título IV, Capítulo XIV, Artículo 191.

Las Municipalidades Delegadas son creadas por las Municipalidades Provinciales, se rigen por la ordenanza provincial que las crea, la cual establece que funciones les son delegadas. Para que se pueda crear una Municipalidad delegada es necesario que un caserío, comunidad campesina o nativa cumpla con ciertos requisitos en términos de:
- Población: más de 500 ciudadanos mayores de 18 años.
- Territorio: un espacio geográfico a administrar: caserío, comunidad campesina o nativa.
- Gobierno: Un ente administrador (a ser creado por la Municipalidad Provincial)

En el caso de las comunidades nativas, estas tienen el reconocimiento jurídico en 1974, que aplica en la región selva.
El proceso electoral en un centro poblado se realizan por convocatoria de la Municipalidad Provincial, que convoca al proceso con un mínimo de 120 días o 90 días después de la creación del centro poblado en caso este sea nuevo. Este proceso se realiza con el apoyo logístico de la ONPE (de manera obligatoria) y la fiscalización de la Municipalidad Provincial y el JNE (de manera opcional).
El número de centro poblados está en constante crecimiento, en 2005 eran 1980 y en 2014 eran 2337, en 2015 eran 2437.
En 2022, los centros poblados están constituidos por al menos 2859.

## Distribución
| Ubigeo | Departamento                        | Centro Poblados |
| ------ | ----------------------------------- | --------------- |
| 01     | Departamento de Amazonas            | 67              |
| 02     | Departamento de Áncash              | 201             |
| 03     | Departamento de Apurimac            | 95              |
| 04     | Departamento de Arequipa            | 23              |
| 05     | Departamento de Ayacucho            | 141             |
| 06     | Departamento de Cajamarca           | 327             |
| 07     | Provincia Constitucional del Callao | 1               |
| 08     | Departamento de Cusco               | 127             |
| 09     | Departamento de Huancavelica        | 252             |
| 10     | Departamento de Huanuco             | 258             |
| 11     | Departamento de Ica                 | 4               |
| 12     | Departamento de Junin               | 108             |
| 13     | Departamento de La Libertad         | 96              |
| 14     | Departamento de Lambayeque          | 36              |
| 15     | Departamento de Lima                | 56              |
| 15     | - Provincia de Lima                 | 1               |
| 15     | - Lima Provincias                   | 55              |
| 16     | Departamento de Loreto              | 22              |
| 17     | Departamento de Madre de Dios       | 10              |
| 18     | Departamento de Moquegua            | 24              |
| 19     | Departamento de Pasco               | 71              |
| 20     | Departamento de Piura               | 67              |
| 21     | Departamento de Puno                | 308             |
| 22     | Departamento de San Martin          | 96              |
| 23     | Departamento de Tacna               | 24              |
| 24     | Departamento de Tumbes              | 7               |
| 25     | Departamento de Ucayali             | 16              |
|        | Total                               | 2465            |